# Kodagnur, Afzalpur
Kodagnur là một làng thuộc tehsil Afzalpur, huyện Gulbarga, bang Karnataka, Ấn Độ.